# Héctor Quiñones
Héctor Andrés Quiñones Cortés (Barbacoas, Nariño, Colombia; 17 de marzo de 1992) es un futbolista colombiano que juega de lateral izquierdo y Actualmente se encuentra retirado del fútbol profesional tras abandonar su última actividad con el América de Cali en diciembre de 2021, debido a múltiples lesiones de larga duración.

## Trayectoria

### Deportivo Cali
Su debut como jugador profesional se dio en el año 2010 con el Deportivo Cali. 

### Junior de Barranquilla
Para la temporada 2012 fue cedido a préstamo por un año al Atlético Junior de Barranquilla con el cual anota sus primeros goles como profesional uno por liga y uno por la Copa Libertadores.

### F.C. Porto
Para junio de 2012 se completaría su traspaso del Deportivo Cali hacia el Fútbol Club Oporto, no obstante el Junior recibió 1.700.000 euros de los 4.000.000 de euros por ser traspasado durante el periodo de su contrato con el club barranquillero. El 19 de mayo de 2013 se corona campeón con el Porto de la liga Zagres 2012/13. En julio de 2013 se había acordado su cesión por un año sin opción de compra al Río Ave, también de la primera división lusa, en busca de mayor continuidad y ritmo pero por detalles en la parte económica la operación se cayó y terminó recalando en el filial del Porto, el F. C. Porto B luego de la Supercopa de Portugal 2013.

### F.C. Penafiel
Para la temporada 2014-2015 jugó para el Futebol Clube Penafiel donde disputó 27 partidos y convertido 3 goles.
Allí queda como jugador libre en abril y regresa a Colombia donde entrena en la sede del Deportivo Cali pero nunca jugó ni firmó contrato con el club caleño.

### Millonarios
El 23 de diciembre de 2015 es confirmado en un comunicado oficial del club como nuevo refuerzo de Millonarios Fútbol Club para la temporada 2016. Debutaría el 10 de febrero por la primera fecha de la Copa Colombia 2016 en el empate a un gol frente a La Equidad.

### Junior de Barranquilla
El 16 de diciembre de 2016 regresa a Junior luego de su paso por el club en 2012. Quiñones llega procedente de Millonarios. Al aprobar los exámenes médicos, este jugador reforzará la banda izquierda del equipo, donde puede aportar mucho con su velocidad.

### Pacos de Ferreira
El 1 de agosto de 2017 es presentado como nuevo jugador del Pacos de Ferreira de la Primeira Liga de Portugal. El 29 de enero marca su primer gol con el club en la victoria 2 a 1 sobre CD Feirense.

### América de Cali
El 23 de julio de 2018 es confirmado como nuevo jugador del América de Cali. Su contrato se dio por finalizado el 23 de diciembre de 2021. Desde la fecha no ha sido confirmado por algún club profesional ni ha anunciado su retiro.

## Selección Colombia

### Participaciones en Copas del Mundo
El 14 de marzo de 2013 es convocado por primera vez a la selección de fútbol de Colombia por el técnico José Néstor Pékerman para los partidos contra Bolivia y Venezuela, pero posteriormente fue reemplazado por Gilberto García en la convocatoria debido a una lesión.
| Mundial                     | Sede     | Resultado        | Partidos | Goles |
| --------------------------- | -------- | ---------------- | -------- | ----- |
| Copa Mundial Sub-17 de 2009 | Nigeria  | Cuarto lugar     | 5        | 1     |
| Copa Mundial Sub-20 de 2011 | Colombia | Cuartos de final | 5        | 0     |

## Clubes
- Fuente

| Deportivo Cali · Colombia |               |               |     |   |    |   |    |    |     |   |
| 1ª |               |               |     |   |    |   |    |    |     |   |
| 2010 | 5             | 0             | 0   | 0 | 0  | 0 | 5  | 0  |     |   |
| 2011 | 15            | 0             | 1   | 0 | 0  | 0 | 16 | 0  |     |   |
| Total club | Total club    | 20            | 0   | 1 | 0  | 0 | 0  | 21 | 0   |   |
| Junior · Colombia |               |               |     |   |    |   |    |    |     |   |
| 1ª | 2012          | 10            | 1   | 1 | 0  | 5 | 1  | 16 | 2   |   |
| Total club | Total club    | 10            | 1   | 1 | 0  | 5 | 1  | 16 | 2   |   |
| Porto Portugal |               |               |     |   |    |   |    |    |     |   |
| 1ª | 2012-13       | 1             | 0   | 1 | 0  | 0 | 0  | 2  | 0   |   |
| Total club | Total club    | 1             | 0   | 1 | 0  | 0 | 0  | 2  | 0   |   |
| Porto B Portugal |               |               |     |   |    |   |    |    |     |   |
| 2ª | 2012-13       | 20            | 0   | 0 | 0  | 0 | 0  | 20 | 0   |   |
| 2ª | 2013-14       | 33            | 0   | 0 | 0  | 0 | 0  | 33 | 0   |   |
| Total club | Total club    | 53            | 0   | 0 | 0  | 0 | 0  | 53 | 0   |   |
| Penafiel Portugal | 1ª            | 2014-15       | 24  | 3 | 6  | 0 | 0  | 0  | 30  | 3 |
| Penafiel Portugal | Total club    | Total club    | 24  | 3 | 6  | 0 | 0  | 0  | 30  | 3 |
| Millonarios · Colombia | 1ª            | 2016          | 10  | 0 | 6  | 0 | 0  | 0  | 16  | 0 |
| Millonarios · Colombia | Total club    | Total club    | 10  | 0 | 6  | 0 | 0  | 0  | 16  | 0 |
| Atlético Junior · Colombia | 1ª            | 2017          | 3   | 0 | 3  | 0 | 4  | 0  | 10  | 0 |
| Atlético Junior · Colombia | Total club    | Total club    | 3   | 0 | 3  | 0 | 4  | 0  | 10  | 0 |
| Pacos de Ferreira Portugal | 1ª            | 2017-18       | 17  | 1 | 1  | 0 | 0  | 0  | 18  | 1 |
| Pacos de Ferreira Portugal | Total club    | Total club    | 17  | 1 | 1  | 0 | 0  | 0  | 18  | 1 |
| América de Cali · Colombia | 1ª            | 2018          | 2   | 0 | 1  | 0 | 0  | 0  | 3   | 0 |
| América de Cali · Colombia | 1ª            | 2019          | 17  | 0 | 1  | 0 | 0  | 0  | 18  | 0 |
| América de Cali · Colombia | 1ª            | 2020          | 0   | 0 | 0  | 0 | 0  | 0  | 0   | 0 |
| América de Cali · Colombia | 2021          | 0             | 0   | 0 | 0  | 0 | 0  | 0  | 0   |   |
| Total club | Total club    | 19            | 0   | 2 | 0  | 0 | 0  | 21 | 0   |   |
| Total carrera | Total carrera | Total carrera | 157 | 5 | 21 | 0 | 9  | 1  | 187 | 6 |
| (1) Incluye datos de la Taça de Portugal, Taça da Liga y Superliga de Colombia (2012). (2) Incluye datos de la Copa Libertadores de América. |               |               |     |   |    |   |    |    |     |   |

## Palmarés

### Campeonatos nacionales
| Título                | Club            | País     | Temporada |
| --------------------- | --------------- | -------- | --------- |
| Copa Colombia         | Deportivo Cali  | Colombia | 2010      |
| Liga de Portugal      | Porto           | Portugal | 2012-13   |
| Supercopa de Portugal | Porto           | Portugal | 2013      |
| Categoría Primera A   | América de Cali | Colombia | 2019-II   |
| Categoría Primera A   | América de Cali | Colombia | 2020      |

### Copas internacionales
| Título                      | Club                      | País    | Año  |
| --------------------------- | ------------------------- | ------- | ---- |
| Torneo Esperanzas de Toulon | Selección Colombia Sub-20 | Francia | 2011 |